# Viișoara (gmina w okręgu Kluż)
Viișoara – gmina w Rumunii, w okręgu Kluż. Obejmuje miejscowości Urca i Viișoara. W 2011 roku liczyła 5496 mieszkańców.